# Bodenerosion

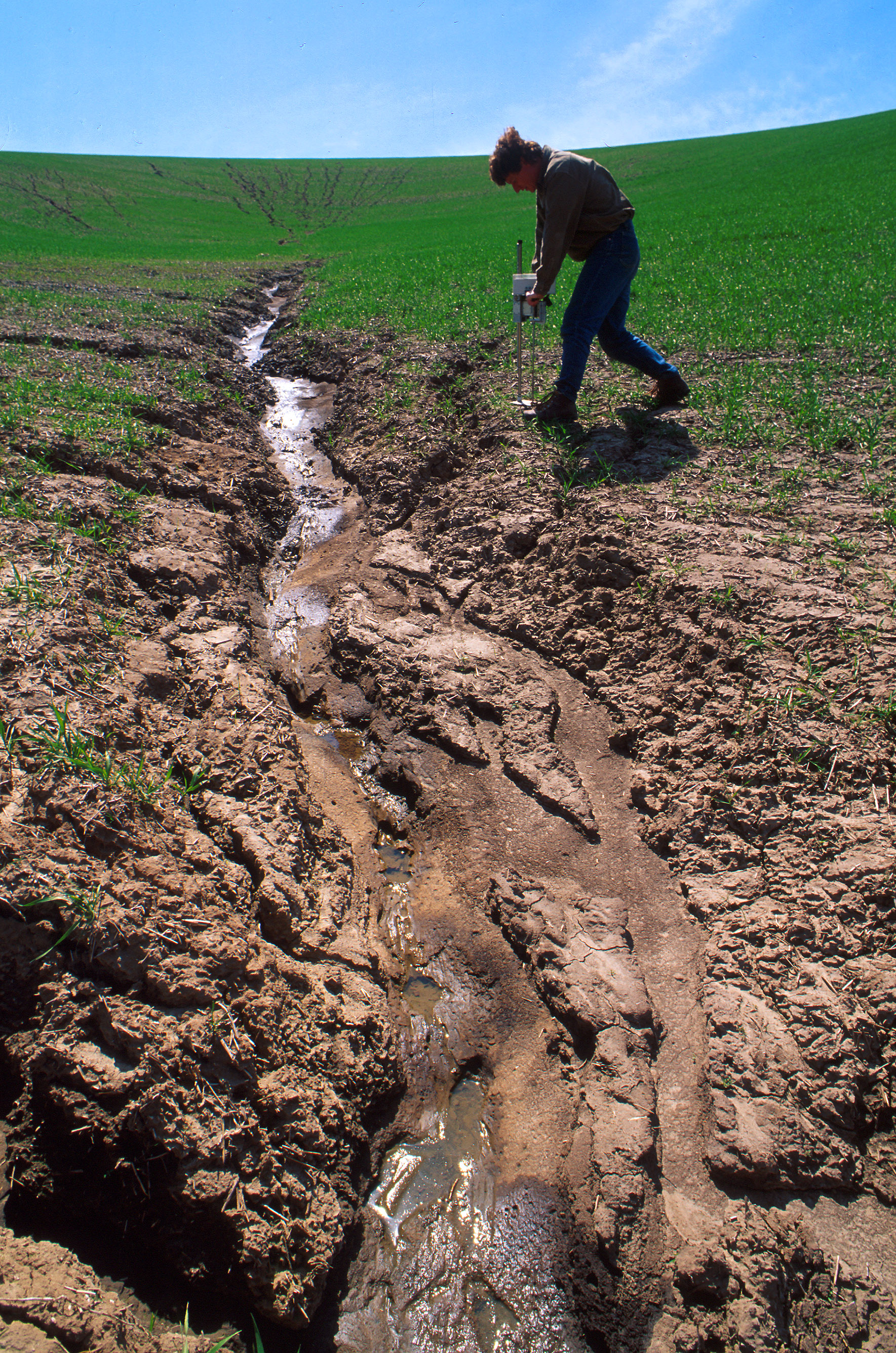
Erosionsrinne in einem Kornfeld im Nordwesten der USA.

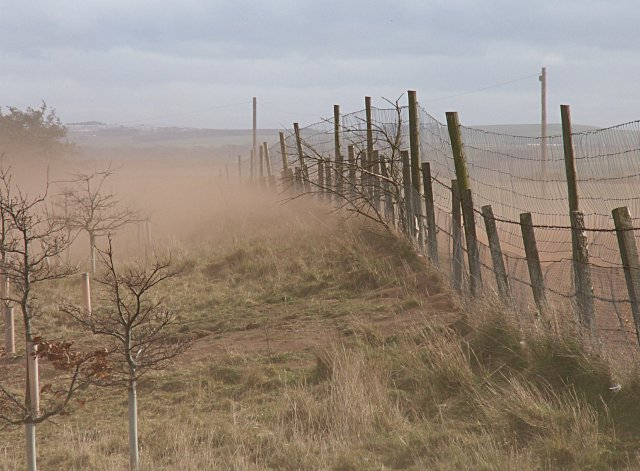
Wind weht die feinen Bestandteile der Ackerkrume des Feldes (rechts) in eine benachbarte Baumschule (links). Fife-Halbinsel, Schottland.

Bodenerosion ist die übermäßige Erosion von Böden, verursacht durch unsachgemäße menschliche Landnutzung, zum Beispiel Entfernung der schützenden Vegetation durch Überweidung oder Abholzung, sowie zu kurze Brachezeiten. Besonders problematisch ist hierbei der Verlust des Oberbodens, das heißt des fruchtbarsten und landwirtschaftlich bedeutendsten Teils der Böden.
Anhaltende Bodenerosion hat zunächst eine Verschlechterung der Qualität des Bodens (Bodendegradation) zur Folge. Seit 1945 summiert sich die von Bodendegradation betroffene Fläche auf weltweit mehr als 1,2 Milliarden Hektar – das entspricht der gemeinsamen Landfläche von China und Indien.
Die Degradation kann schließlich bis zum vollständigen Verlust der landwirtschaftlichen Nutzbarkeit des Bodens führen (Bodendevastierung). Es wird geschätzt, dass sich der Verlust von Oberboden durch Erosion pro Jahr weltweit auf etwa 23 bis 26 Milliarden Tonnen beläuft (im Schnitt 14 bis 16 Tonnen pro Hektar und Jahr). Das entspricht einem jährlichen Verlust von nicht ganz einem Prozent der landwirtschaftlich nutzbaren Böden.
Bodenerosion ist ein Problem mit weitreichenden ökologischen, ökonomischen und gesellschaftlichen Folgen. Daher wurden weltweit verschiedene Bodenschutzmaßnahmen eingeleitet, die das Problem jedoch bislang nicht vollständig beseitigen konnten. So schätzt das United States Department of Agriculture, dass trotz der Maßnahmen, die in den USA mittlerweile gegen Bodenerosion ergriffen worden sind, jährlich Millionen Tonnen fruchtbarer Böden von den Feldern der Farmer im Einzugsgebiet des Mississippi in den Golf von Mexiko geschwemmt werden.

## Mechanismen
Bodenerosion erfolgt im Wesentlichen durch abfließendes Niederschlagswasser oder durch Wind.
Linienhafte Erosion durch Wasser (Rillenerosion)
Diese wird bewirkt durch in kurzlebigen Rinnsalen abfließendes Niederschlagswasser. Dort, wo dieses Wasser sich sammelt und zusammenfließt, erzeugt der konzentrierte Abfluss Rinnen, bei besonders starkem Abfluss auch regelrechte Schluchten im Gelände. Dabei kann eine rückschreitende Erosion entstehen, bei der ein besonders steiler Hang oder eine Tiefenlinie im Zuge fortschreitender Erosion hangaufwärts wandert.
Flächenhafte Erosion durch Wasser (Denudation)
Bei besonders starken Regenfällen kann an einem vegetationsfreien Hang über einen kurzen Zeitraum Regenwasser faktisch flächig abfließen und dabei Boden abschwemmen. In den meisten Fällen erfolgt die flächige Erosion aber durch das Zusammenspiel kleinmaßstäblicher linienhafter Erosion. So wird der Boden unbemerkt mehr oder weniger gleichmäßig tiefergelegt.
Direkt auf den Boden aufschlagende schwere Regentropfen – sie bilden in feinkörnigen Lockersedimenten Regentropfeneinschlagkrater – spielen für die Abschwemmung von Boden auch indirekt eine Rolle, da durch die hohe kinetische Energie die derartig über sehr kurze Distanzen (Zentimeter) bewegten feinen Bodenbestandteile größere Poren verstopfen und die Wasseraufnahmefähigkeit des Bodens insgesamt verringern und damit dessen Erosionsanfälligkeit erhöhen (Verschlämmung).
Der durch das Niederschlagswasser abtransportierte Boden wird entweder zusammen mit dem Wasser in ein nahegelegenes Gewässer gespült oder weiter unten am Hang, dort wo die Hangneigung und damit die Fließgeschwindigkeit des Wassers abnimmt, als Schwemmfächer abgelagert.
Winderosion (Deflation)
Winderosion erfolgt meist auf leichten Böden. Bei dieser Erosionsform weht der Wind die obersten, relativ feinkörnigen Bodenschichten weg. Diese werden an anderer Stelle wieder abgelagert.
Tunnelerosion
entsteht durch schnell fließendes Wasser in den Makroporen des Unterbodens, besonders an steilen Hängen. Es bilden sich Tunnel und Sinklöcher, die die Bodenbearbeitung erschweren.

## Beeinflussende Faktoren

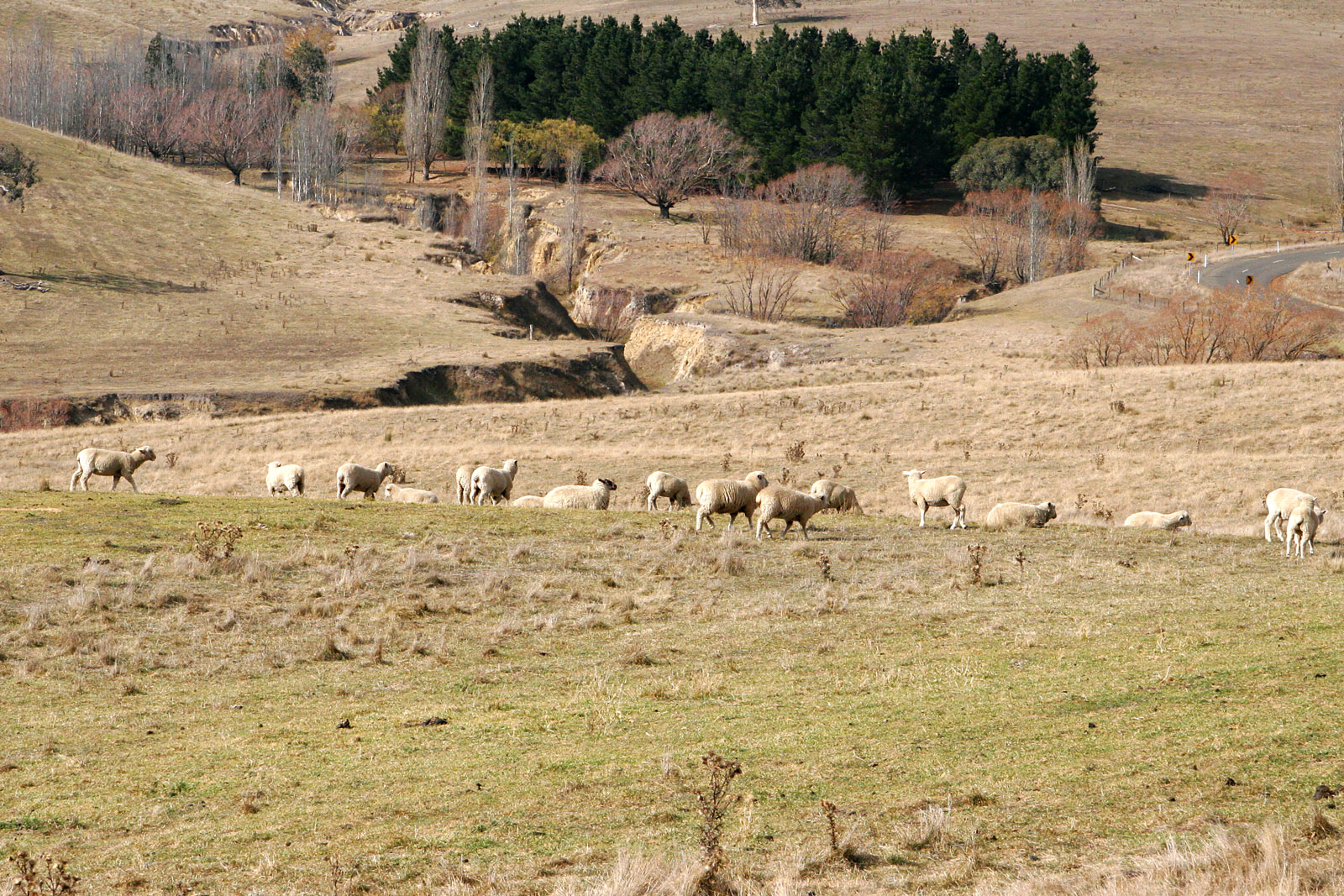
Große, tiefe Erosionsgraben in Weideland in den Victorian Alps, Australien.

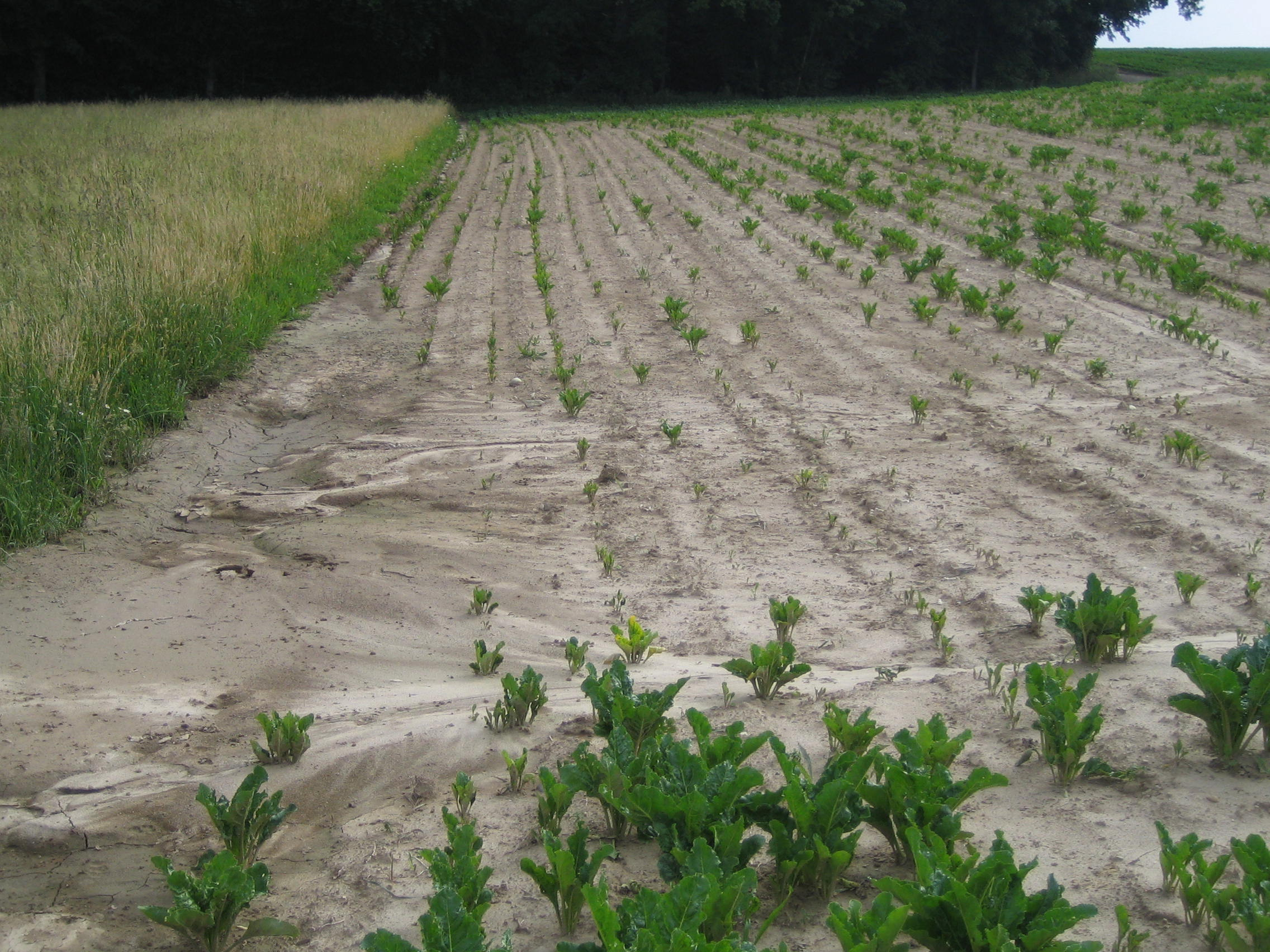
Bei Regen abgeschwemmter Oberboden hat sich teilweise in Form kleiner Sedimentfächer weiter unten am Hang angesammelt, Zuckerrübenfeld im Kanton Bern

Klima- und Witterungserscheinungenwelche die Bodenerosion stark beschleunigen
- Lang anhaltende, häufige und starke Niederschläge (Wassererosion). Sie erzeugen erodierende Abflüsse auf der Bodenoberfläche
- Wasserreiche Schneedecken, die schnell abschmelzen (Schneeerosion)
- Stürme mit hohen Windgeschwindigkeiten (Winderosion)

Substrat-  und Bodeneigenschaftenwelche die Erosionsprozesse fördern. Als erosionsanfällig bezeichnet man Böden dann, wenn sie folgende Eigenschaften aufweisen:
- Geringe Porenvolumina für präferentiellen Fluss
- Neigung zur Oberflächenverdichtung und geringe Stabilität des Bodenkörpers
- geringe Infiltrationskapazitäten
- Die Bodenart nimmt Einfluss auf die Erosivität des Bodens. So weisen sandige und schluffige Böden eine erhöhte Erosionsanfälligkeit auf
- Das Relief wirkt auf die Geschwindigkeit und Menge des abfließenden Wassers:
  - Je größer die Hangneigung, desto schneller fließt das Wasser ab und die Erosionswirkung wird stärker
  - Die Menge des Abflusses erhöht sich bei langen Hängen und bei Oberflächenformen, bei denen sich das Wasser mehrerer Hänge sammelt.

Der Grad der Bodenbedeckungdurch Vegetation oder Mulch bestimmt, wie viel Oberfläche erosivem Regen ausgesetzt ist:
- Je geringer die Bodenbedeckung ist, desto größer ist die Erosivität. Der Schutz gegen Regenerosion beruht auf dem Effekt, dass Wassertropfen, durch den Aufprall auf die bodenbedeckende Schicht abgebremst werden und so weniger kinetische Energie beim Aufprall auf den Boden haben. Ein hoher Grad an Bodenbedeckung bremst außerdem den Wind unmittelbar über der Bodenoberfläche und mindert so Winderosion.
- Die Art der Bodenbedeckung beeinflusst die Erosivität abhängig von der Höhe der Vegetation. So bremsen zwar Maispflanzen aufprallende Tropfen, diese fallen aber von der hohen Pflanze wieder relativ weit auf den Boden und entwickeln so wieder eine hohe Geschwindigkeit. Für einen optimalen Erosionsschutz sollte der Boden unmittelbar über der Oberfläche bedeckt sein.
- Die Durchwurzelung mit Pflanzenwurzeln der an den jeweiligen Standorten natürlich vorkommenden und angepassten Pflanzen (Präriegras) stabilisiert den Boden physikalisch optimal und mindert die erodierenden Wirkungen von Wind, Regen und Oberflächenabfluss. Andere Pflanzen mit schlechterer Bodendurchwurzelung wie Phedimus stoloniferus haben schlechtere bodenstabilisierende Eigenschaften.

- Insbesondere die Landnutzung in den Tropen verlangt durch die extremen Starkregenfälle und eine dünne Bodenkrume eine ausreichend lange Brachzeit der bewirtschafteten Flächen. Wenn eine brandgerodete Fläche traditionell ein bis zwei Jahre genutzt wird und dann 20 bis 25 Jahre brach liegt, kann sich der Boden auch nach einsetzender Erosion wieder regenerieren. Zunehmende Intensivierung durch Bevölkerungswachstum führt jedoch zu einer Verkürzung der Brache und zunehmender Bodenerosion.[5]

## Vorsorge
Eine Ackernutzung in Hanglagen ganz ohne Bodenabtrag ist nicht möglich. Ein wirklichkeitsnahes Ziel kann nur sein, die Bodenerosion auf ein erträgliches Maß zu begrenzen. Auf sehr tiefgründigen Böden wird heute ein Bodenabtrag von maximal 10 t/ha und Jahr (entsprechend einer Schichtdicke von etwa 0,6 mm) für tolerierbar gehalten. Angesichts der langsamen Bodenneubildung durch Verwitterungsvorgänge sollte dieser Wert jedoch im Allgemeinen wesentlich unterschritten werden.

### Förderung der Bodengare und Mulchbewirtschaftung
Um die Erosion auf Ackerflächen einzudämmen muss primär dafür gesorgt werden, dass sich Regenwasser nicht auf der Bodenoberfläche ansammelt und oberflächig abfließt. Das lässt sich durch zwei Arten von Maßnahmen erreichen:
- Förderung der Bodengare: Humusversorgung, Kalkung, schonende Bodenbearbeitung, ausreichende Durchwurzelung und das Vermeiden von Bodenverdichtung und -verkrustung fördern die Wasseraufnahmefähigkeit des Bodens. Gleichzeitig mindern sie damit die Erosionsgefahr. Bei staunassen Böden hat die Regelung des Wasserhaushalts (oft durch Dränage) eine ähnliche erosionsmindernde Wirkung.
- Mulchbewirtschaftung: Die wichtigste Maßnahme zum Schutz vor Bodenerosion ist das Belassen von Pflanzenresten auf der Bodenoberfläche (Mulch). Eine Mulchdecke bricht die Aufschlagskraft der Regentropfen, erhöht die Wasserinfiltration in den Unterboden und vermindert damit den Oberflächenabfluss.

Die Saat in eine Mulchschicht ist bei nahezu allen Kulturen anwendbar. Sie ist nach einer Grundbodenbearbeitung mit und ohne Pflug möglich. Finden Zwischenfrucht zur Mulchbereitung Verwendung, so werden diese überwiegend nach Sommerfurche bestellt. Die nach dem Pflügen sorgfältig bestellte Zwischenfrucht führt neben dem Erosionsschutz zu einer Minderung des Nitrataustrages und zu einer Stabilisierung des Bodengefüges. Auf günstigen Standorten können im Frühjahr Reihenkulturen ohne zusätzliche Saatbettbereitung gesät werden (Mulchsaat ohne Saatbettbereitung). Das Verfahren Mulchsaat mit Saatbettbereitung ist anzuwenden, wenn sich Böden langsam erwärmen und mit Verzögerung abtrocknen. In Trockenlagen ist das Auflaufen der Sommerzwischenfrucht bei ausbleibenden Niederschlägen gefährdet. Unter solchen Standortbedingungen ist eine pfluglose Bodenbearbeitung mit auf der Oberfläche belassenen oder flach eingemulchten Pflanzenresten der Vorfrucht ein Weg zur Erosionsminderung.
Folgende Zwischenfrüchte haben sich für die Mulchbereitung bewährt:
- Senf (im Zuckerrübenanbau nematodenresistente Sorten) ist eine wenig anspruchsvolle, sicher abfrierende Art. Bei rechtzeitiger Aussaat (Ende August) bildet er ausreichend Sprossmasse für eine gute Bodenbedeckung.
- Phacelia verlangt ein feinkrümeliges Saatbett und frühere Aussaat. Die Bestellung der Hauptfrucht in den Phaceliamulch bereitet wegen geringer Bedeckung wenig Schwierigkeiten.
- Als überwinternde Arten kommen Gräser (insbesondere das Deutsche Weidelgras und Winterrübsen) in Betracht. Vor Aussaat der Hauptkultur ist der Zwischenfruchtaufwuchs meist durch chemische Behandlung abzutöten.

### Direktsaat
Eine spezielle Form der Mulchbewirtschaftung ist die Direktsaat (engl.: no-till farming), d. h., die Aussaat erfolgt ohne Bodenbearbeitung direkt nach erfolgter Ernte bzw. in das unbearbeitete Brachland. Insbesondere in Nordamerika wird diese Form der Landwirtschaft zunehmend praktiziert. Die Rückstände des Pflanzenmaterials der Vorkultur verbleiben dabei als Mulch auf dem Acker. Spezielle Sämaschinen öffnen lediglich schmale Schlitze in der Bodenoberfläche, die nach Saatgutablage wieder mit Boden bedeckt werden. Der Boden erfährt damit nur in den eigentlichen Saatreihen einen mechanischen Eingriff. Verschiedene Untersuchungen in den USA belegen einen teils drastischen Rückgang der Bodenerosion, den dieser völlige Verzicht auf das Pflügen des Ackerlands zur Folge hat. Beispielsweise ging auf Maisfeldern im US-Bundesstaat Indiana die Bodenerosion um 75 Prozent zurück, auf Tabakanbauflächen in Tennessee sogar um 90 Prozent. Der Betrag der Reduktion der Bodenerosion ist allerdings abhängig vom jeweiligen Boden und der angebauten Frucht. Jedoch hat die Direktsaat nicht nur Vorteile bzw. bedarf diese Methode noch einiger Verbesserungen. So ist zumindest in der ersten Zeit nach der Umstellung von konventioneller Landwirtschaft auf Direktsaat aus verschiedenen Gründen ein erhöhter Einsatz von Pestiziden nötig.

### Bewirtschaftung quer zum Hang
Um zu verhindern, dass Wasser den Hang entlang abfließt, soll die Bewirtschaftung quer zum Hang, am besten parallel zur Höhenlinie erfolgen. Dadurch werden die erosionsfördernden Fahrspuren in Hangrichtung vermieden. Werden im Rahmen der Flurneuordnung die Feldgrenzen neu gezogen und das Wege- und Gewässernetz ausgebaut, so sollen die Schläge so angelegt werden, dass eine Querbewirtschaftung erfolgen kann. Alte Ackerterrassen, Ranken und Hecken sind zu erhalten, so weit dies möglich ist.

### Verkürzung der erosiven Hanglänge
Durch eine Verkürzung der Hanglänge wird die Fließstrecke und damit die Transportkraft des Oberflächenwassers eingeschränkt. Ein einfacher Schritt ist die Unterteilung einer großen Fläche in zwei Teilflächen quer zum Hang, die abwechselnd mit Winter- und Sommerkulturen bestellt werden. Mit dem Kriterium Hanglänge ist eng die Frage nach der noch vertretbaren Schlaggröße verbunden. Die gegebenen Standortverhältnisse und die vorhandenen Strukturelemente geben im Wesentlichen den Rahmen vor. Der aus ökonomischen und arbeitstechnischen Zwängen heraus geforderten Zusammenlegung von Schlägen ist nur dann zuzustimmen, wenn dadurch der tolerierbare Bodenabtrag nicht überschritten wird.

### Schutz vor Winderosion
Winderosionsgefährdet sind vor allem feinsandige, humose Böden, insbesondere ackerbaulich genutzte Moorböden. Den wirksamsten Erosionsschutz bildet eine immergrüne Pflanzendecke. Wo diese nicht möglich ist, muss der Boden durch Windschutzpflanzungen (Hecken) vor Bodenabtrag geschützt werden. Dabei kommt es auf den richtigen Aufbau und Abstand der Schutzstreifen an. Windschutzanlagen dienen nicht nur der Erosionsabwehr, sondern sie schaffen gleichzeitig ein wachstumsfreundliches Mikroklima. Sie vermindern die unproduktive Verdunstung und bieten Tieren und Pflanzen Schutz und Lebensraum.

### Kataster
In Deutschland wurden mit der Bundes-Bodenschutz- und Altlastenverordnung (BBodSchV), letzte Änderung vom 31. Juli 2009, §§ 7 und 8, im Bundesland Baden-Württemberg durch das Ministerium für Ländlichen Raum, Ernährung und Verbraucherschutz mit der Verordnung zur Einteilung landwirtschaftlicher Flächen nach dem Grad der Erosionsgefährdung (Erosionsschutzverordnung - ErosionsSchV) vom 29. Mai 2010 die rechtlichen Grundlagen geschaffen zur Erstellung und Veröffentlichung von Katastern zur Erosionsgefährdung.

## Bodenerosion in Europa

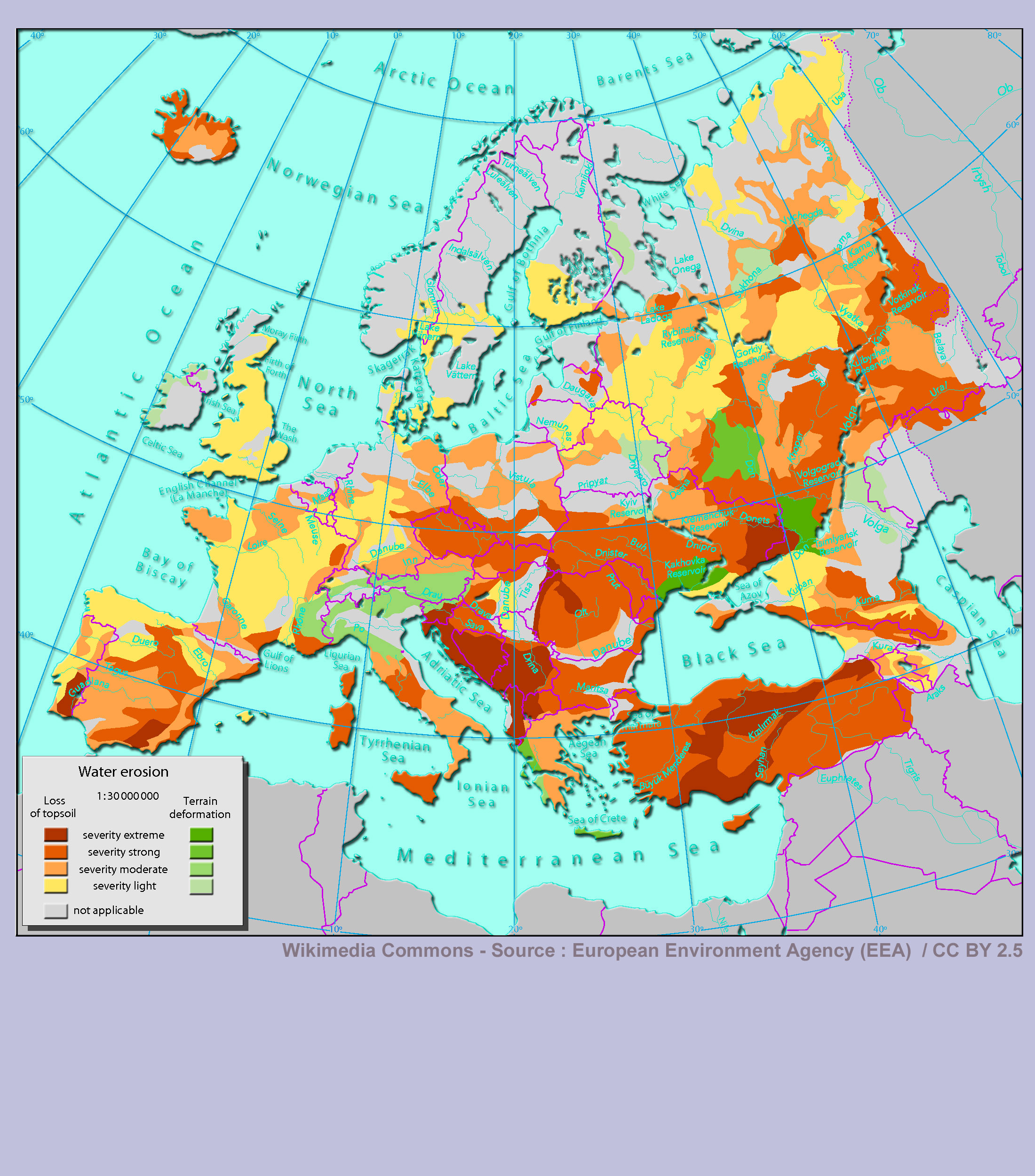
Bodenerosion durch Wasser in Europa im Jahre 1993

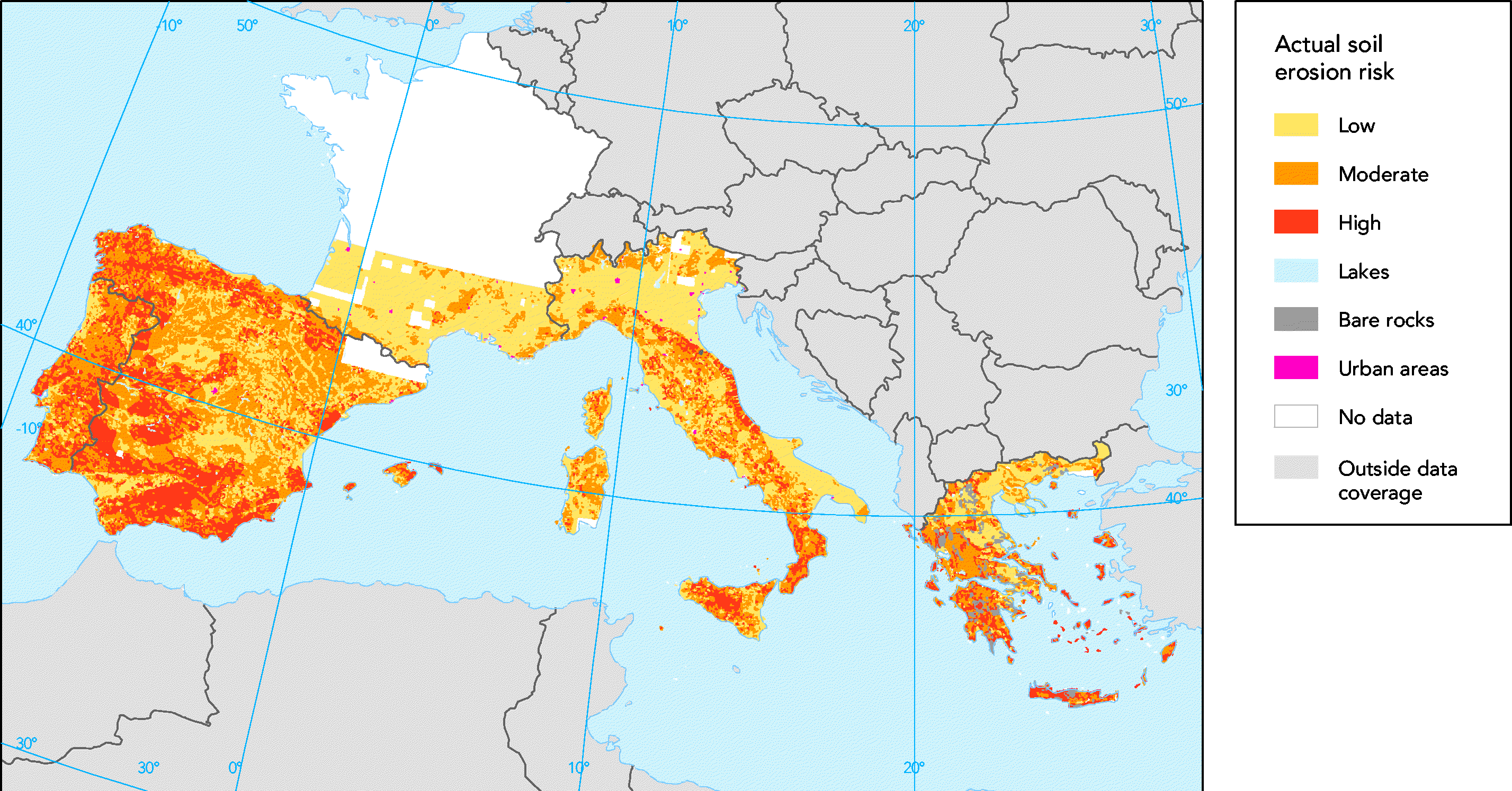
Aktuelles Bodenerosionsrisiko in Südeuropa

Mehr als die Hälfte der Flächen in Europa sind in unterschiedlichem Maße durch Wassererosion geschädigt. Etwa ein Fünftel der Flächen ist durch Winderosion geschädigt, insbesondere in Südosteuropa.
- In Nord- und Nordwesteuropa ist die Bodenerosion vergleichsweise gering, weil der Regen auf meist sanfte Hänge niedergeht und über das ganze Jahr hinweg gleichmäßig verteilt ist. Infolgedessen ist die von Erosion betroffene Fläche recht klein. In den skandinavischen Ländern Norwegen, Schweden, Finnland und Dänemark gilt die Wassererosion insbesondere wegen ihres erheblichen Beitrags zur Phosphorbelastung der Gewässer als Hauptproblem. In Island sind die Erosionsraten wegen des strengeren Klimas deutlich höher, weshalb dort bereits 1907 eine Bodenschutzbehörde (Landgræðsla ríkisins) gegründet wurde.[10]
- Im Mittelmeerraum folgen auf längere Trockenperioden oft starke Niederschläge, die insbesondere an relativ steilen Hängen erhebliche Erosionsschäden verursachen können. Hierbei wird die Auswaschung von Tonpartikeln und somit der „Kittsubstanz“ zwischen größeren Bodenpartikeln durch hohe Natriumkonzentrationen im Boden (ein Maß unter anderem für anthropogene Bodenversalzung) begünstigt, was den erosiven Effekt der Starkregenfälle auf die Böden deutlich erhöht.[11] Ähnliches gilt für Regionen mit vergleichbarem Klima in anderen Regionen der Erde.[12]

## Folgen

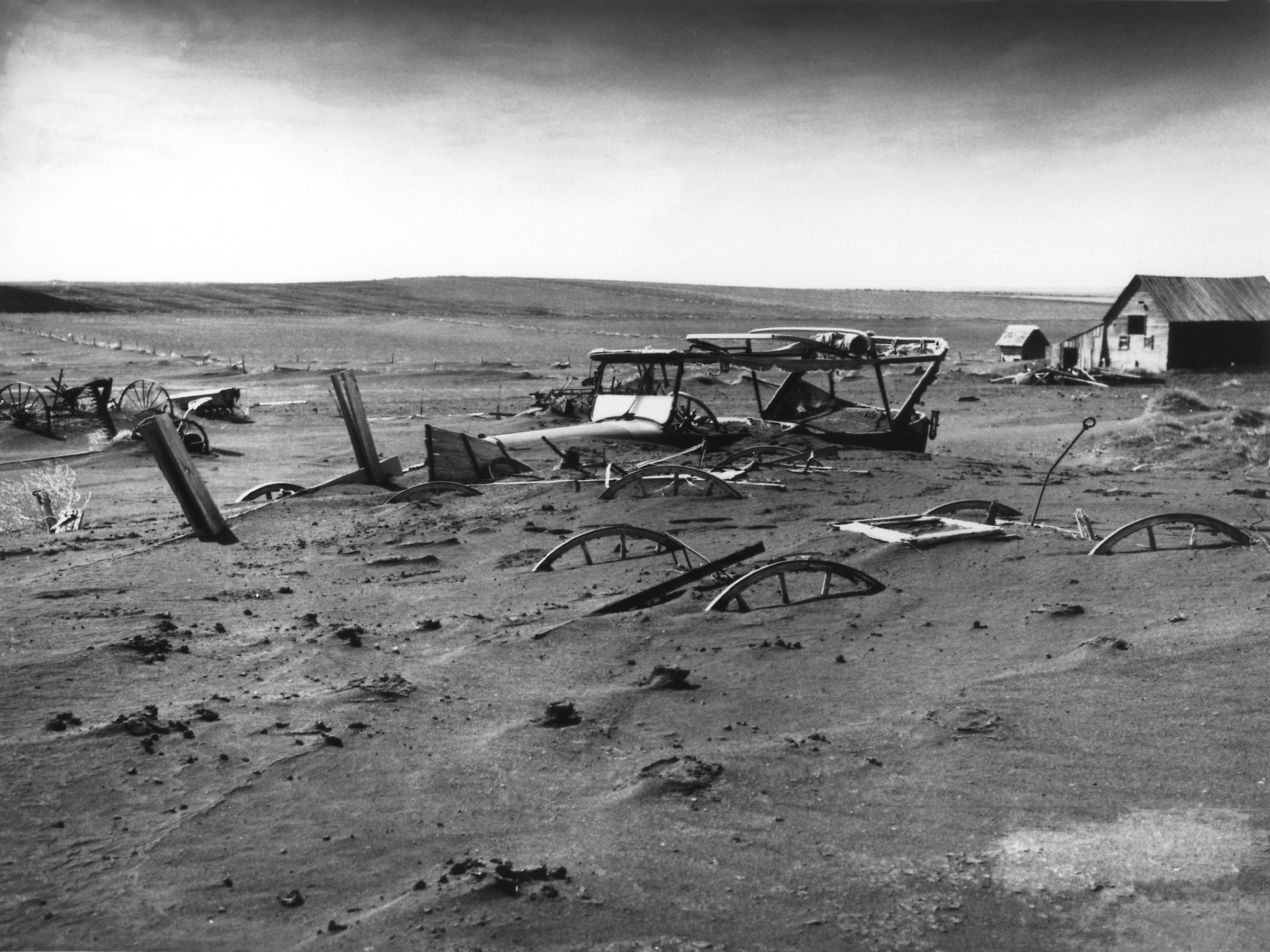
Wüstenhafte Szenerie in South Dakota 1936 während des Dust Bowl

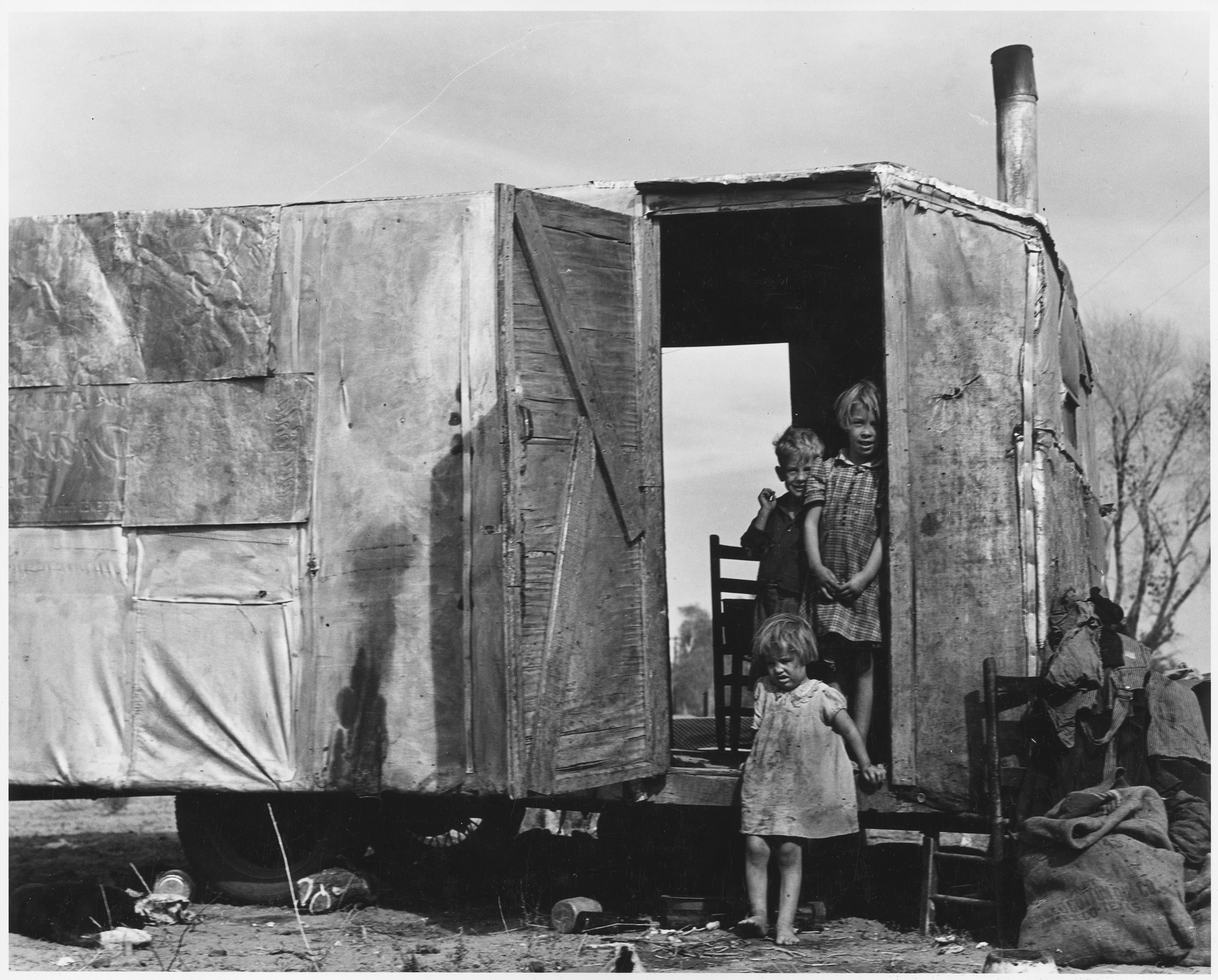
Kinder einer Farmerfamilie aus Amarillo (Texas) in ihrem ärmlichen neuen Zuhause in Arizona (1940)

Die potentiellen gesellschaftlichen Folgen von Bodenerosion und der damit verbundene Verlust fruchtbarer Böden verdeutlichen unter anderem die Migrationsbewegungen, die in den USA in den 1930er Jahren während der Dust Bowl und in der afrikanischen Sahelzone in den 1970er Jahren stattfanden sowie aktuell im Amazonasbecken stattfinden. Die Dust Bowl-States im mittleren Westen der USA haben ihren Namen von großen Winderosionsereignissen und den damit einhergegangenen Staubstürmen der 1930er Jahre. Infolge der Dust Bowl mussten zehntausende Farmer ihre Betriebe aufgeben. Auf der Suche nach Arbeit zogen sie teilweise bis nach Kalifornien, wo sie in Auffanglagern untergebracht und Ausbeutung und Hunger ausgesetzt waren. Der Literatur-Nobelpreisträger John Steinbeck thematisierte ihr Leiden in dem Roman Früchte des Zorns, der 1940 mit dem Pulitzer-Preis ausgezeichnet wurde. Der Soil Conservation Service, die staatliche Bodenschutzorganisation der USA, wurde in Reaktion auf dieses Ereignis gegründet und somit die Grundlage für die Erosionsforschung gelegt. Auf deren Planung hin wurde ab 1935 der Great Plains Shelterbelt angelegt, ein 100 Meilen breiter Baumgürtel von der Nord- bis zur Südgrenze der USA als Schutz vor Wind und übermäßiger Verdunstung.
Doch bereits lange vorher lösten Menschen durch unsachgemäße Landnutzung immer wieder Bodenerosion aus, mit oft schwerwiegenden Folgen:
- Einer im Jahr 2023 erschienen Studie zufolge, kam es wegen der starken Abholzung der Wälder und Intensivierung der Landnutzung in Mitteleuropa zu Beginn der Bronzezeit vor etwa 4000 Jahren zu erhöhter Bodenerosion und Abschwemmung von Phosphor in die Seen.[13]
- Umfangreiche Erosion nach Abholzung der Wälder auf den Hügeln im Umland Athens gefährdete bereits 590 v. Chr. die Versorgung der Stadt mit Nahrungsmitteln, so dass der Staatsmann Solon vorschlug, das Pflügen steiler Hänge zu verbieten. Zur Zeit des Peloponnesischen Krieges (431-404 v. Chr.) kamen ein Drittel bis drei Viertel der in den Städten des griechischen Stammlandes verbrauchten Nahrungsmittel aus Ägypten oder Sizilien.[14]
- In Latium im Italien der Antike trugen Abholzung und intensiver Ackerbau auf den Hügeln der Campagna Romana dazu bei, dass sich die bis dahin landwirtschaftlich hochproduktive Pontinische Ebene um 200 v. Chr. in einen Sumpf verwandelt hatte, in der sich die malariaübertragende Anophelesmücke stark ausbreitete.[15]
- Die Stadt Antiochia gehörte zu den größten und reichsten Städten des römisch besetzten Syriens und in ihrem Umland lagen hunderte von Dörfern und kleinen Städten. In den 1970er Jahren waren nur noch sieben Dörfer bewohnt. Die Ruinen von Antiochia waren bis zu ihrer Freilegung im Rahmen von Ausgrabungen unter bis zu 8 Metern Boden begraben, der weiter nördlich im Hochland zuvor erodiert worden war. Die Türschwellen antiker Ruinen in diesem Hochland liegen heute ein bis zwei Meter oberhalb nackten Felsens, was zeigt, wie viel Boden dort verlorengegangen sein muss.[16]
- Im Zuge des sogenannten Magdalenenhochwassers im Juli 1342 erfuhr Mitteleuropa historisch einmalig hohe Bodenerosionsraten. Starke, auf eine Vb-Wetterlage zurückgehende Regenfälle führten zu einem extrem hohen Oberflächenabfluss (geschätzt bis zu 50- bis 100-mal mehr als während der Regenfälle, die zum Oderhochwasser 1997 führten). Berechnungen zufolge wurden während dieses Ereignisses in Deutschland 13 Milliarden Tonnen Ackerboden in höher gelegenen Gebieten abgeschwemmt und die Oberfläche der Ackerböden der betroffenen Gegenden in wenigen Tagen durchschnittlich um 5 Zentimeter tiefer gelegt. Ganze Regionen wurden durch die dabei entstandenen Schluchtensysteme unbewohnbar. Diese Schluchten können heute noch in der Landschaft identifiziert werden. Als Ursache für diese Katastrophe werden neben dem Starkregen im Juli 1342 das starke Frühjahrshochwasser ebendieses Jahres sowie regenarme Perioden im Frühsommer vermutet, durch die die Böden besonders anfällig für Erosion waren. Zudem ermöglichte erst die im Vorfeld Jahrhundertelang in Mitteleuropa fortwährend betriebene Umwandlung von Wald in Ackerland ein so effektives Angreifen der Erosion auf einer so großen Fläche. Durch weitere extreme Wetterereignisse wurde die Bodenoberfläche der landwirtschaftlich genutzten Gebiete im 14. Jahrhundert insgesamt um durchschnittlich 10 Zentimeter tiefer gelegt.[17]